# VW Beetle
| Sonstige Messwerte            | Sonstige Messwerte                 |
| ----------------------------- | ---------------------------------- |
| Sterne im Euro-NCAP-Crashtest | Fünf Sterne im Euro-NCAP-Crashtest |

Der VW Beetle (Typ 5C) (in Frankreich Coccinelle, in Italien Maggiolino, in Island Bjalla, in Brasilien Fusca) ist ein Automobil der Marke Volkswagen, dessen Retrodesign an den VW Käfer angelehnt ist.
Das Fahrzeug trat die Nachfolge des bis Sommer 2010 produzierten New Beetle (Typ 9C) an und hieß nur noch schlicht „Beetle“ – wie auch bereits das Vorgängermodell im englischen Sprachraum genannt wurde.
Produziert wurde es von Volkswagen de México im mexikanischen Puebla und lief am 10. Juli 2019 aus.
Der Beetle stand in direkter Konkurrenz zum neuen Mini. Während sich dieser im Jahr 2013 mit sieben Modellvarianten weltweit mehr als 300.000-mal verkaufte, war der Absatz des Beetles mit nur zwei Modellvarianten jedoch stark rückläufig. Kritisiert wurden vor allem die zu hohen Einstiegspreise.
Am 29. April 2017 stellte Volkswagen den Import des Beetle Coupé nach Deutschland wegen zu geringer Nachfrage ein. Das Cabriolet, das rund 75 Prozent der Verkäufe ausmachte, wurde zunächst weiterhin angeboten. In anderen Märkten, in denen mehr Coupés als Cabrios verkauft werden, war die Version zunächst weiterhin verfügbar. Im Februar 2018 gab Volkswagen bekannt, dass auch der Import des Cabrios eingestellt wird. Es konnte in Deutschland nur noch bis Ende März konfiguriert werden; danach waren bloß noch Lagerfahrzeuge verfügbar.

## Geschichte
Am 18. April 2011 stellte die Volkswagen AG im Vorfeld der Shanghai Motor Show den neuen Beetle als „The 21st Century Beetle“ (der Käfer des 21. Jahrhunderts) vor.
Am selben Tag präsentierte Volkswagen den Beetle zusammen mit MTV und internationalen Musikstars auf der MTV World Stage.
Die Markteinführung in Deutschland war am 5. November 2011. Der Beetle war in den drei Ausstattungslinien Beetle, Design und Sport erhältlich. Die Motorenpalette umfasste für Europa drei Ottomotoren, den neuen 1,2-Liter-TSI mit 77 kW (105 PS), den 1,4-Liter-Motor mit 118 kW (160 PS) und als Topmotorisierung den 2,0-Liter-TSI mit 147 kW (200 PS) sowie zwei Dieselmotoren mit 1,6 Liter und 77 kW (105 PS) bzw. 2,0 Liter und 103 kW (140 PS). Die Preise in Deutschland begannen bei 17.150 Euro für die 1,2-Liter-Variante mit 6-Gang-Schaltgetriebe.
Seit dem 9. November 2012 war der Beetle in Deutschland als Cabrio mit den für die Schrägheckversion verfügbaren Motorisierungen zu Preisen ab 21.350 Euro (1.2 TSI mit 77 kW/105 PS) bestellbar. Das Fahrzeug wurde am 28. November 2012 auf der Los Angeles Auto Show dem Publikum vorgestellt.

### Sonderedition GSR
Als Hommage an den VW Käfer 1303 S erschien im Frühjahr 2013 das Sondermodell Beetle „GSR“ („Gelb-Schwarzer Renner“). Er war auf 3500 Stück limitiert und hatte den Motor des Golf VI GTI mit 154 kW (210 PS). Das Fahrzeug beschleunigt in 7,3 s auf 100 km/h, die Höchstgeschwindigkeit beträgt 229 km/h.

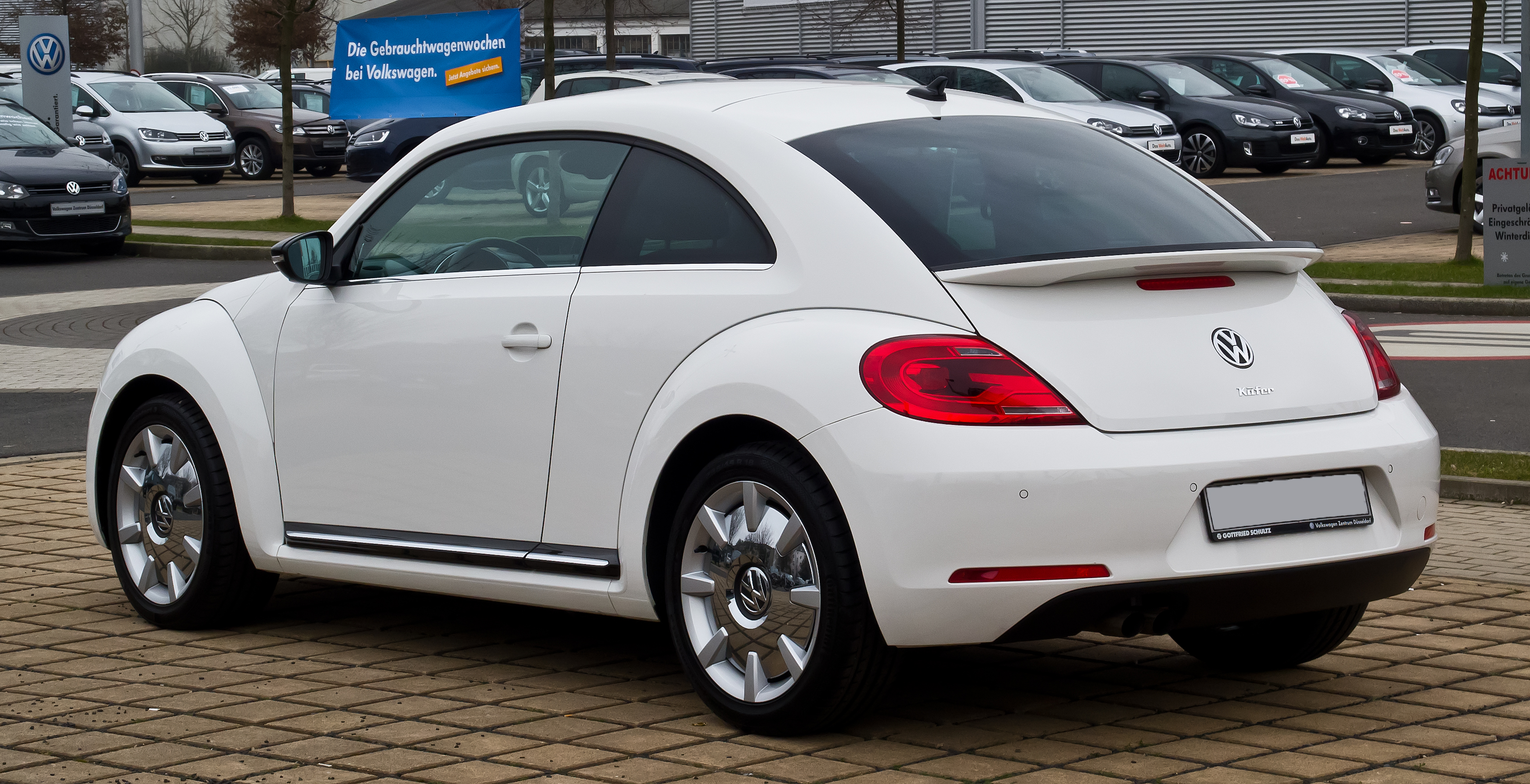
Heckansicht
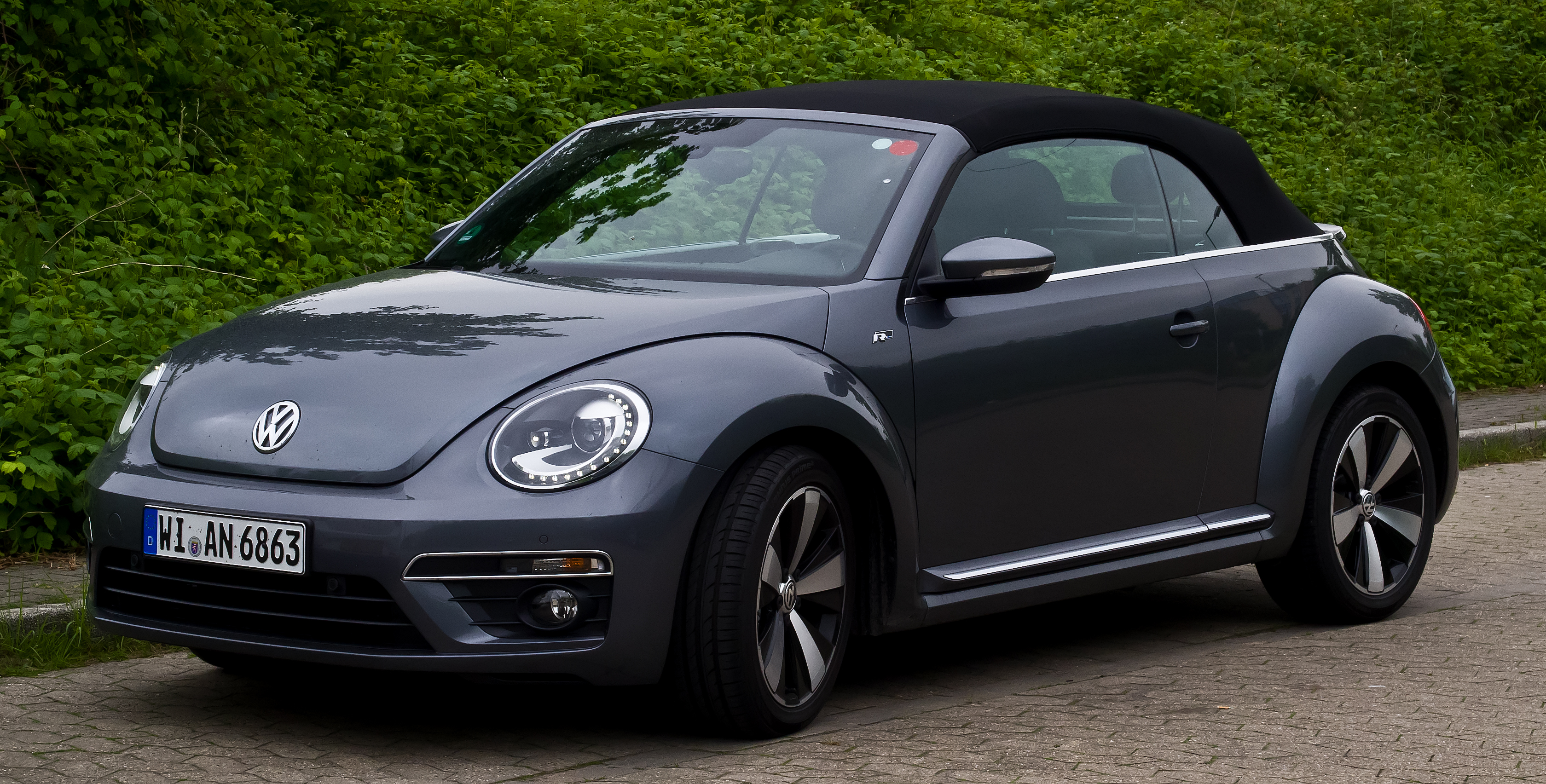
VW Beetle Cabriolet 1.4 TSI Sport R-Line (2012–2016)
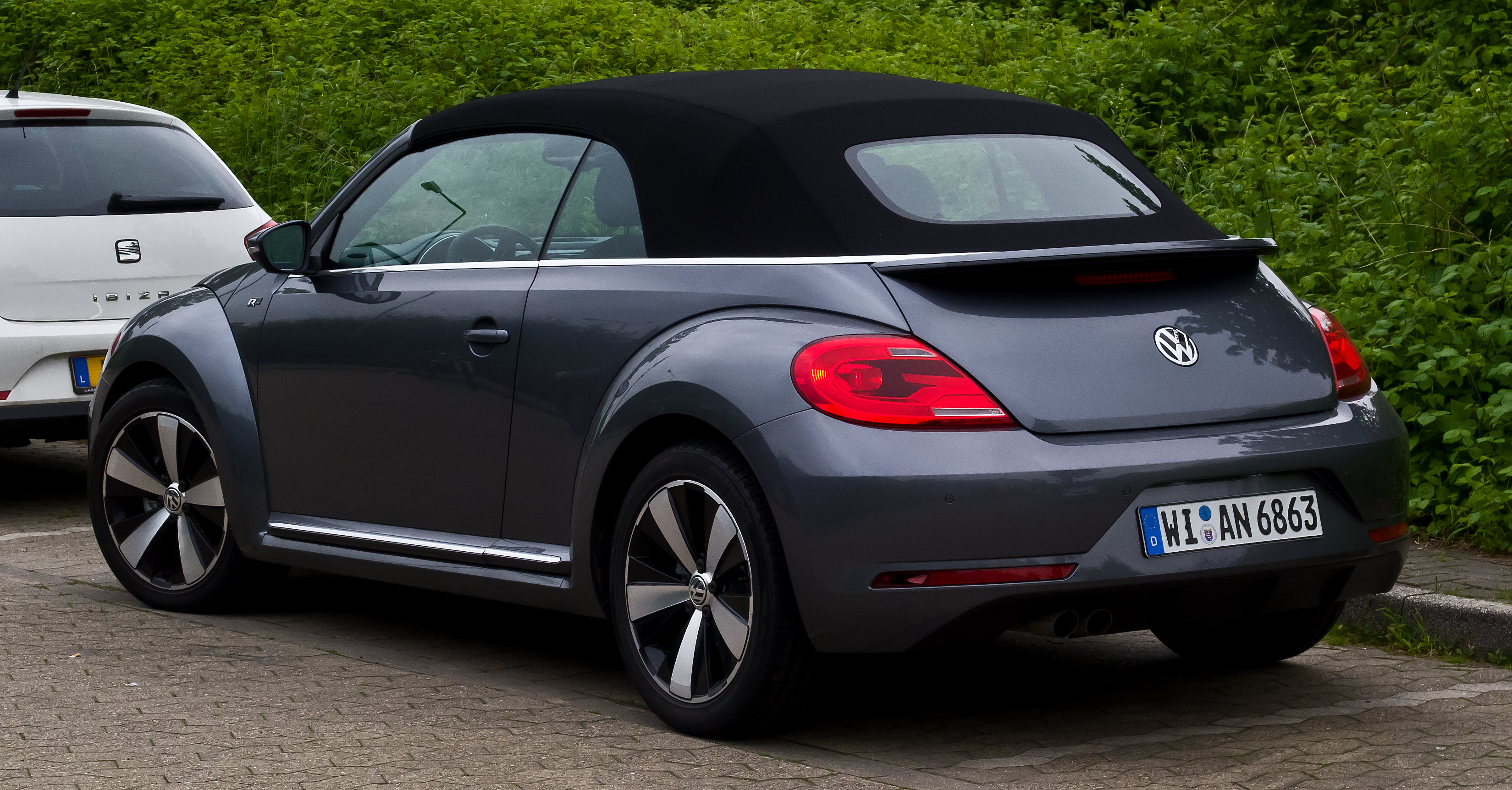
Heckansicht
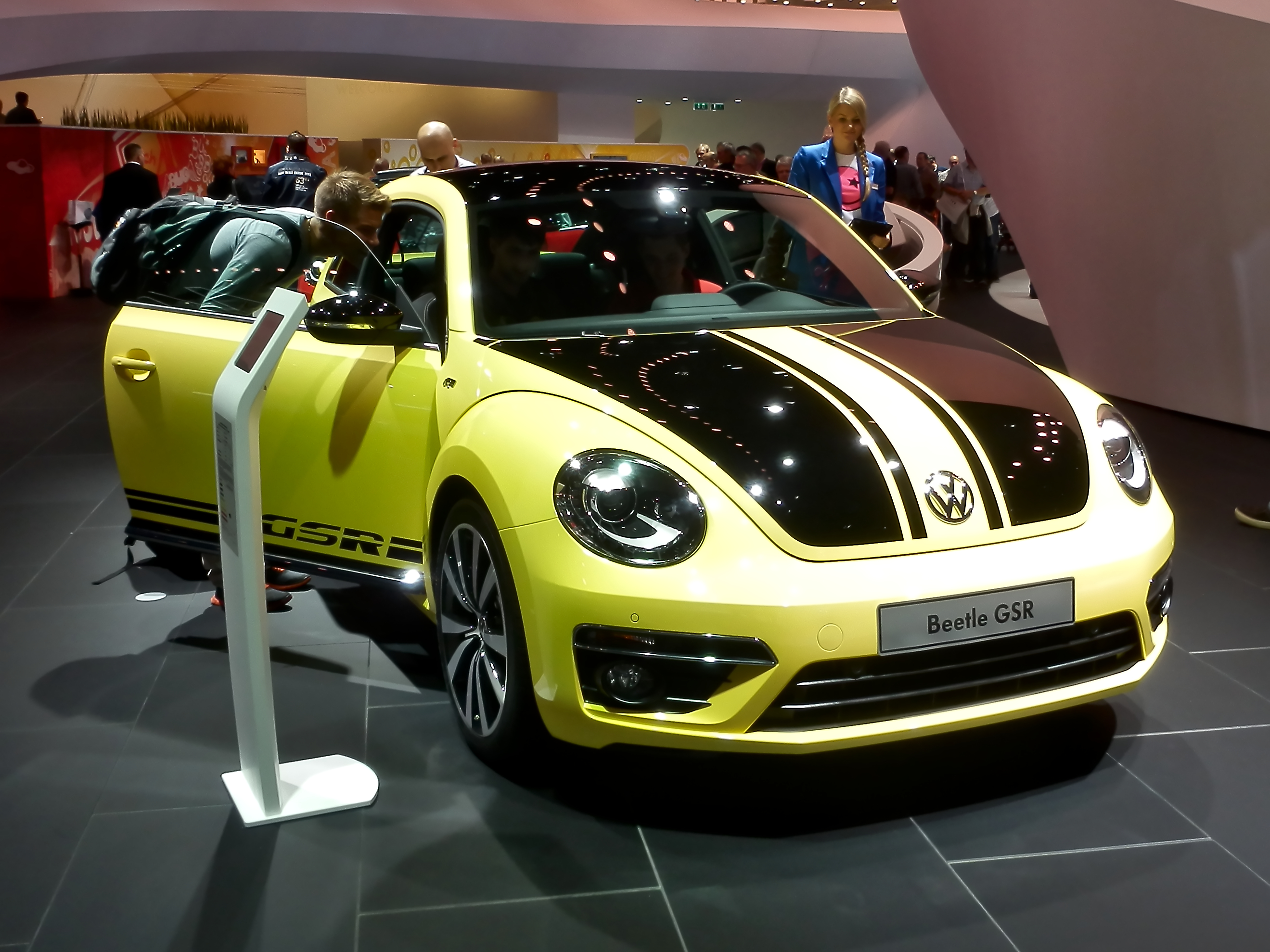
VW Beetle GSR auf der IAA 2013

### Modellpflege
Im Frühjahr 2016 wurde der Beetle einem Facelift unterzogen. Betroffen war im Schwerpunkt die Gestaltung der Frontschürze mit schmaleren Stoßfängern und wahlweise lieferbaren LED-Heckleuchten. Zugleich wurden die neuen Ausstattungslinien Dune und Denim eingeführt.

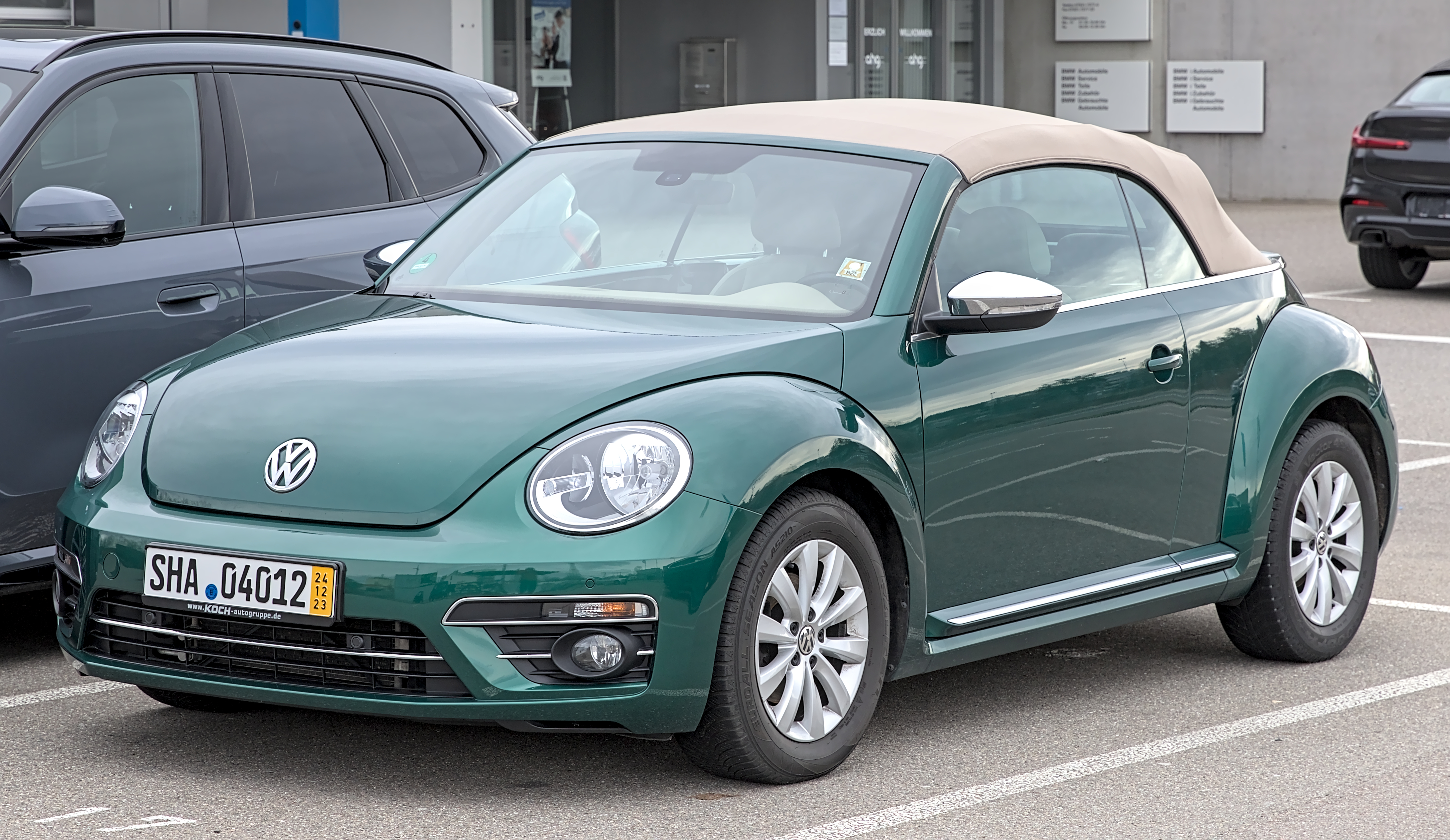
VW Beetle Cabriolet (2016–2019)
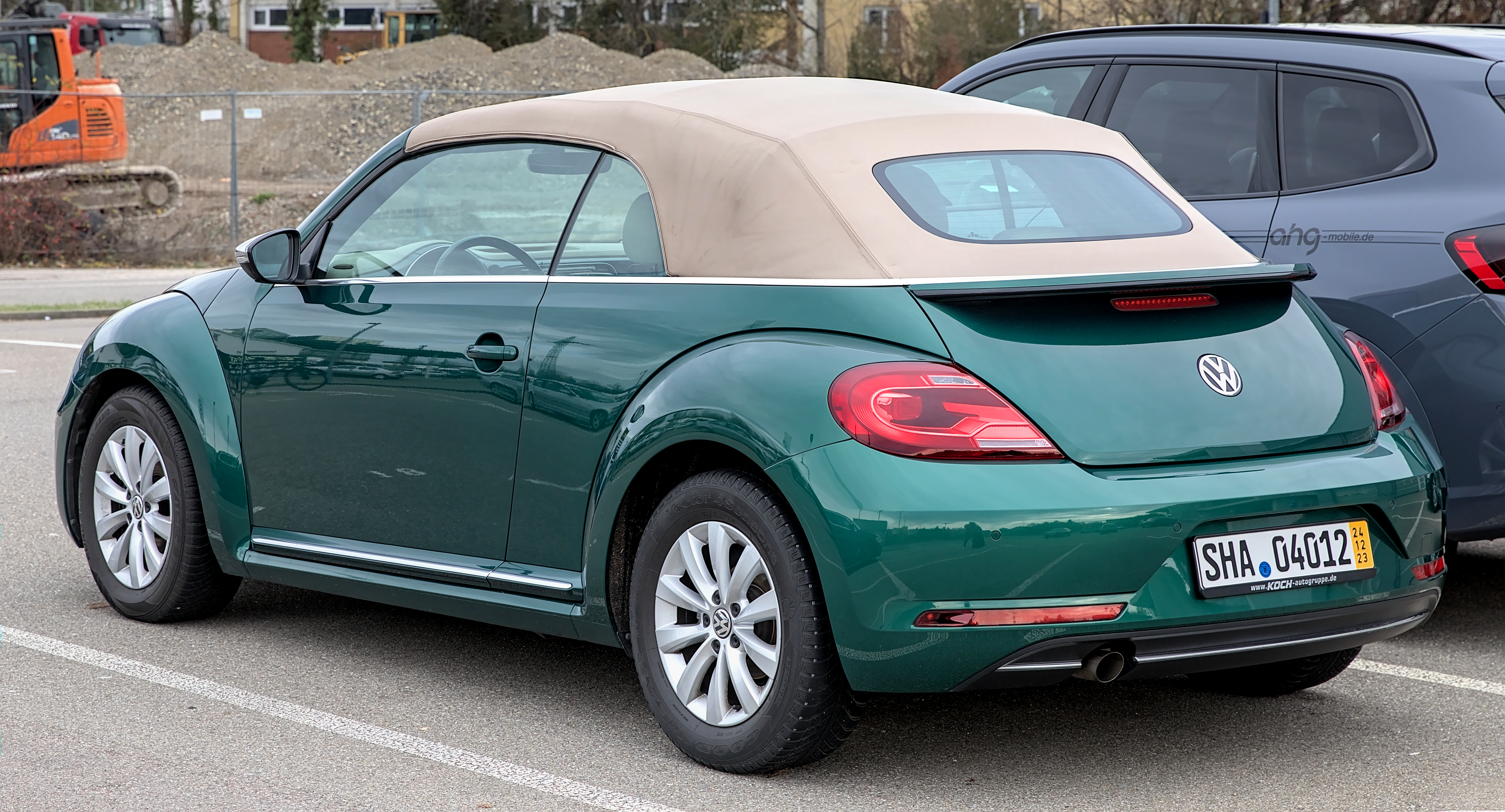
Heckansicht
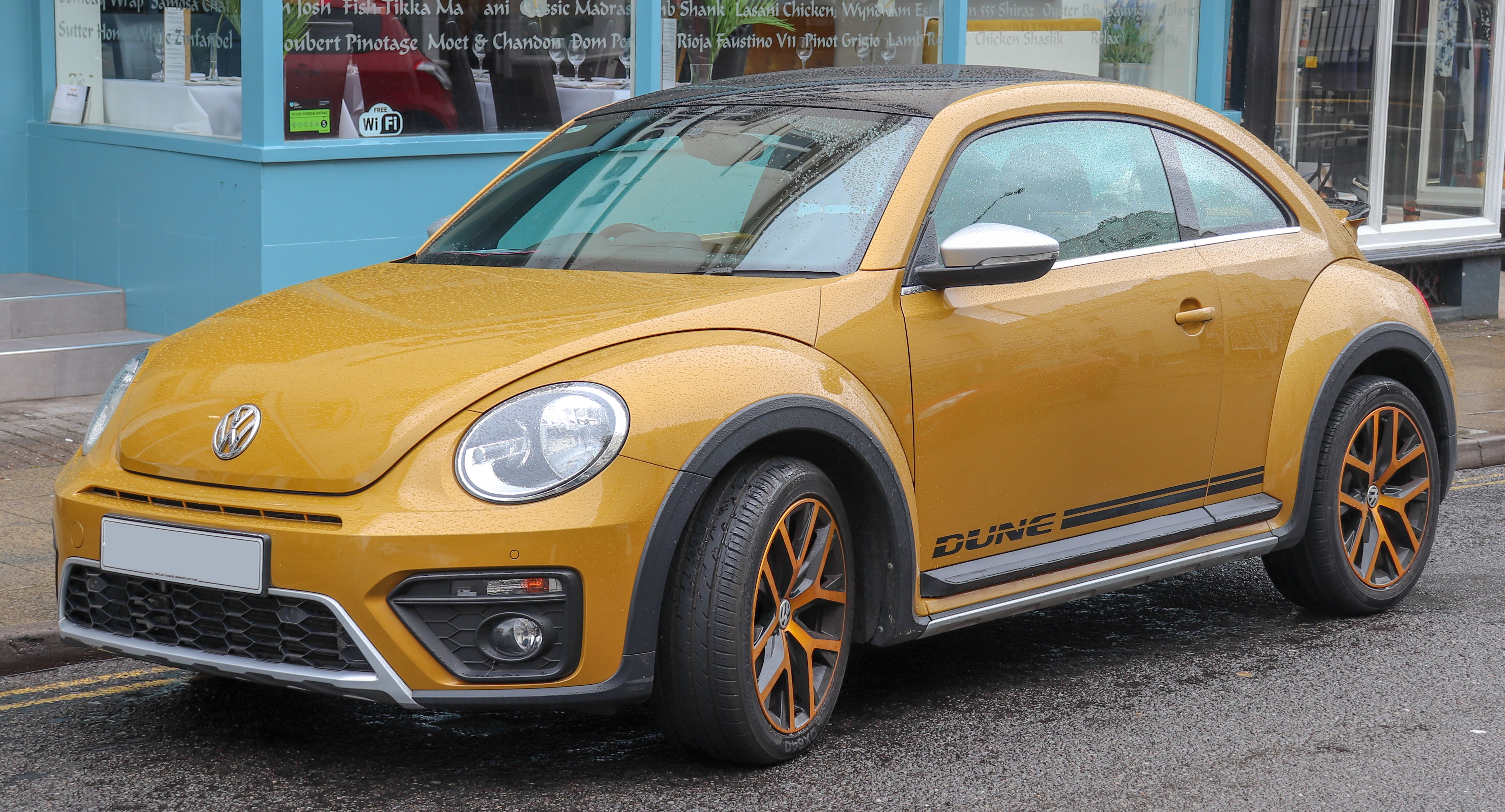
VW Beetle „Dune“
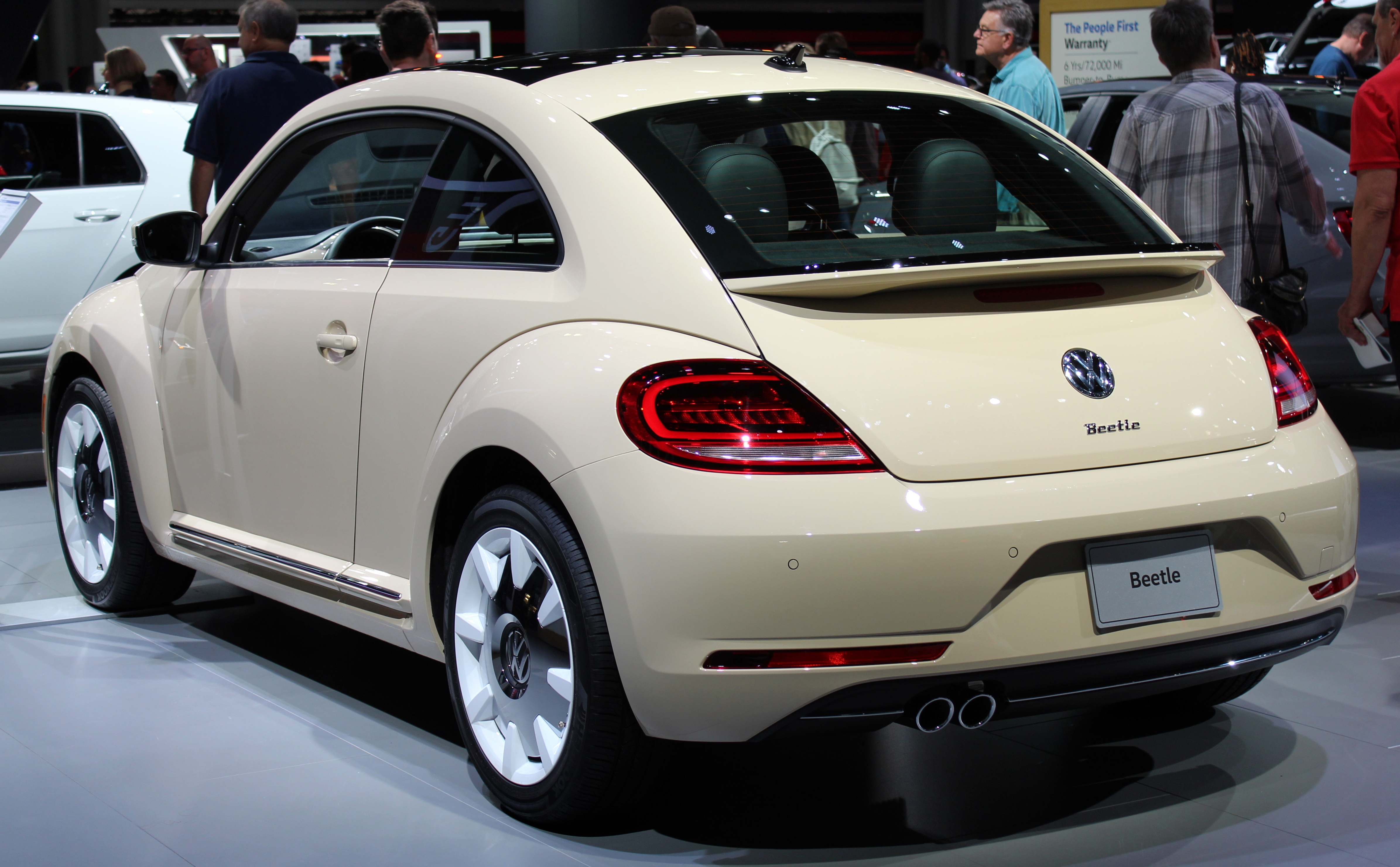
VW Beetle Final Edition

## Technische Daten

### Ottomotoren
|                                            | 1.2 TSI                          | 1.4 TSI                          | 1.4 TSI                          | 1.8 TSI (1)                      | 2.0 TSI                          | 2.0 TSI                          | 2.0 TSI                          | 2.5 (1)                            |
| ------------------------------------------ | -------------------------------- | -------------------------------- | -------------------------------- | -------------------------------- | -------------------------------- | -------------------------------- | -------------------------------- | ---------------------------------- |
| Bauzeitraum                                | 10/2011–10/2014                  | seit 10/2014                     | 08/2011–10/2014                  | 2014–08/2017                     | 06/2011–05/2013                  | 05/2013–11/2014                  | 11/2014–03/2018                  | 06/2011–2014                       |
| Motorbaureihe                              | VW EA111                         | VW EA211                         | VW EA111                         | VW EA888                         | VW EA888                         | VW EA888                         | VW EA888                         |                                    |
| Motorart                                   | Ottomotor                        | Ottomotor                        | Ottomotor                        | Ottomotor                        | Ottomotor                        | Ottomotor                        | Ottomotor                        | Ottomotor                          |
| Motortyp                                   | Reihenbauart, Direkteinspritzung | Reihenbauart, Direkteinspritzung | Reihenbauart, Direkteinspritzung | Reihenbauart, Direkteinspritzung | Reihenbauart, Direkteinspritzung | Reihenbauart, Direkteinspritzung | Reihenbauart, Direkteinspritzung | Reihenbauart, Saugrohreinspritzung |
| Motoraufladung                             | Turbolader                       | Turbolader                       | Turbolader, Kompressor           | Turbolader                       | Turbolader                       | Turbolader                       | Turbolader                       | –                                  |
| Zylinder/Ventile                           | 4/16                             | 4/16                             | 4/16                             | 4/16                             | 4/16                             | 4/16                             | 4/16                             | 5/20                               |
| Hubraum                                    | 1197 cm³                         | 1395 cm³                         | 1390 cm³                         | 1798 cm³                         | 1984 cm³                         | 1984 cm³                         | 1984 cm³                         | 2480 cm³                           |
| max. Leistung bei min−1                    | 77 kW (105 PS)/ 5000             | 110 kW (150 PS)/ 5000–6000       | 118 kW (160 PS)/ 5800            | 125 kW (170 PS)/ 4800–6200       | 147 kW (200 PS)/ 5100            | 155 kW (210 PS)/ 5300–6200       | 162 kW (220 PS)/ 4500–6200       | 125 kW (170 PS)/ 5700              |
| max. Drehmoment bei min−1                  | 175 Nm/ 1550–4100                | 250 Nm/ 1500–3500                | 240 Nm/ 1500–4500                | 270 Nm/ 1600–4200                | 280 Nm/ 1700–5000                | 280 Nm/ 1700–5200                | 350 Nm/ 1500–4400                | 239 Nm/ 4250                       |
| Antriebsart, serienmäßig                   | Vorderradantrieb                 | Vorderradantrieb                 | Vorderradantrieb                 | Vorderradantrieb                 | Vorderradantrieb                 | Vorderradantrieb                 | Vorderradantrieb                 | Vorderradantrieb                   |
| Getriebeart, serienmäßig                   | 6-Gang-Schaltgetriebe            | 6-Gang-Schaltgetriebe            | 6-Gang-Schaltgetriebe            | 6-Gang-Schaltgetriebe            | 6-Gang-Schaltgetriebe            | 6-Gang-Schaltgetriebe            | 6-Gang-Schaltgetriebe            | 5-Gang-Schaltgetriebe              |
| Getriebeart, optional                      | 7-Gang-DSG                       | 7-Gang-DSG                       | 7-Gang-DSG                       | 6-Gang-DSG                       | 6-Gang-DSG                       | 6-Gang-DSG                       | 6-Gang-DSG                       | 6-Stufen-Tiptronic                 |
| Leergewicht                                | 1274 kg                          | 1347–1452 kg                     | 1359–1468 kg                     | -                                | 1391–1505 kg                     | 1391–1505 kg                     | 1395–1425 kg                     | 1333–1353 kg                       |
| maximale Zuladung                          | 406 kg                           | –                                | 451–529 kg                       | –                                | 458–518 kg                       | 458–524 kg                       | –                                | ca. 389–397 kg                     |
| Beschleunigung, 0–100 km/h                 | 10,9 s                           | 8,7–9,1 s                        | 8,3–8,6 s                        | –                                | 7,5–7,6 s                        | 7,3–7,4 s                        | 6,7 s                            | ca. 8,0–8,3 s                      |
| Höchstgeschwindigkeit                      | 180 km/h                         | 201–203 km/h                     | 205–208 km/h                     | –                                | 221–225 km/h                     | 225–229 km/h                     | 231–233 km/h                     | k. A.                              |
| Kraftstoffverbrauch auf 100 km, kombiniert | 5,9 l Super                      | 5,3–5,8 l Super                  | 6,2–6,8 l Super                  | ca. 7,0 l Super                  | 7,3–7,8 l Super                  | 7,3–7,8 l Super                  | 6,3–6,6 l Super                  | ca. 9,1–9,4 l Super                |
| CO2-Emission, kombiniert                   | 137 g/km                         | 122–135 g/km                     | 143–158 g/km                     | –                                | 169–180 g/km                     | 169–180 g/km                     | 146–154 g/km                     | ca. 211–218 g/km                   |
| Abgasnorm nach EU-Klassifikation           | Euro 5                           | Euro 6                           | Euro 5                           | Euro 6                           | Euro 5                           | Euro 5                           | Euro 6                           | Euro 4 bis Euro 5                  |

### Dieselmotoren
|                                            | 1.6 TDI DPF                            | 2.0 TDI (DPF)                          | 2.0 TDI (DPF)                          | 2.0 TDI (DPF)                          |
| ------------------------------------------ | -------------------------------------- | -------------------------------------- | -------------------------------------- | -------------------------------------- |
| Bauzeitraum                                | 08/2011–10/2014                        | 11/2014–03/2018                        | 02/2012–10/2014                        | 10/2014–03/2018                        |
| Motorbaureihe                              | VW EA189                               | VW EA288                               | VW EA189                               | VW EA288                               |
| Motorart                                   | Dieselmotor                            | Dieselmotor                            | Dieselmotor                            | Dieselmotor                            |
| Motortyp                                   | Reihenbauart, Common-Rail-Einspritzung | Reihenbauart, Common-Rail-Einspritzung | Reihenbauart, Common-Rail-Einspritzung | Reihenbauart, Common-Rail-Einspritzung |
| Motoraufladung                             | Turbolader                             | Turbolader                             | Turbolader                             | Turbolader                             |
| Zylinder/Ventile                           | 4/16                                   | 4/16                                   | 4/16                                   | 4/16                                   |
| Hubraum                                    | 1598 cm³                               | 1968 cm³                               | 1968 cm³                               | 1968 cm³                               |
| max. Leistung bei min−1                    | 77 kW (105 PS)/ 4400                   | 81 kW (110 PS)/ 3500                   | 103 kW (140 PS)/ 4200                  | 110 kW (150 PS)/ 3500                  |
| max. Drehmoment bei min−1                  | 250 Nm/ 1500–2500                      | 250 Nm/ 1500–3000                      | 320 Nm/ 1750–2500                      | 340 Nm/ 1750–3000                      |
| Antriebsart, serienmäßig                   | Vorderradantrieb                       | Vorderradantrieb                       | Vorderradantrieb                       | Vorderradantrieb                       |
| Getriebeart, serienmäßig                   | 5-Gang-Schaltgetriebe                  | 5-Gang-Schaltgetriebe                  | 6-Gang-Schaltgetriebe                  | 6-Gang-Schaltgetriebe                  |
| Getriebeart, optional                      | 7-Gang-DSG                             | 7-Gang-DSG                             | 6-Gang-DSG                             | 6-Gang-DSG                             |
| Leergewicht                                | 1361–1483 kg                           | 1380–1460 kg                           | 1391–1505 kg                           | 1421–1445 kg                           |
| maximale Zuladung                          | 452–545 kg                             | 535–540 kg                             | 463–534 kg                             | –                                      |
| Beschleunigung, 0–100 km/h                 | 11,5–12,1 s                            | 11,0 s                                 | 9,4–9,9 s                              | 8,9 s                                  |
| Höchstgeschwindigkeit                      | 176–180 km/h                           | 182 km/h                               | 193–198 km/h                           | 200–202 km/h                           |
| Kraftstoffverbrauch auf 100 km, kombiniert | 4,3–4,9 l Diesel                       | 4,1–4,4 l Diesel                       | 4,9–5,6 l Diesel                       | 4,5–4,8 l Diesel                       |
| CO2-Emission, kombiniert                   | 113–128 g/km                           | 109–113 g/km                           | 129–145 g/km                           | 115–124 g/km                           |
| Abgasnorm nach EU-Klassifikation           | Euro 5                                 | Euro 6                                 | Euro 5                                 | Euro 6                                 |

## Produktionszahlen
| Jahr   | 2011   | 2012    | 2013    | 2014   | 2015   | 2016   | 2017   | 2018   | 2019   |
| ------ | ------ | ------- | ------- | ------ | ------ | ------ | ------ | ------ | ------ |
| Anzahl | 21.496 | 107.939 | 109.517 | 91.464 | 64.035 | 61.940 | 59.483 | 37.846 | 20.580 |